# Золотой век детективного жанра
Золотой век детективного жанра – эпоха, в которую были созданы большинство классических детективов, считающихся образцовыми, преимущественно в 1920-х и 1930-х годах, между мировыми войнами.
«Золотой век английского детектива» – часто употребляемый термин для обозначения детективных произведений, созданных в 1920-30х годах, хотя начало данной эпохи соотносится к 1911 году, и некоторые авторы пишут в его традициях и в настоящее время. Более всего название эпохи соотносится к британским авторам, многие из которых считаются мэтрами детектива: Агата Кристи, Дороти Сэйерс, Глэдис Митчелл, Найо Марш, Энтони Беркли (он же Фрэнсис Айлз), Майкл Иннес, Рональд Нокс, Эдмунд Криспин, Джозефина Тэй, Сирил Хейр, Г. К. Честертон, Фримен Уиллс Крофтс, Джон Род, Эдмунд Бентли и многие другие. Среди американских авторов так же много звезд детектива, создававших традиции Золотого века: С. С. Ван Дайн, Джон Диксон Карр, Эрл Дерр Биггерс, Рекс Стаут, Мэри Робертс Райнхарт, Эрл Стэнли Гарднер, Эллери Куин и многие другие.

### Детективы Золотого века
Большинство детективных произведений Золотого века отличаются большим количеством схожих черт - среди них легкое незатейливое повествование, легкомысленное отношение к преступлению (чаще всего это было именно убийство) и так называемая игра автора и читателя, суть которой заключалась в том, что автор дает своему читателю все улики и сведения, давая шанс раскрыть преступления раньше сыщика. Было установлено множество клише («труп в библиотеке», «убийство в запертой комнате» и так далее), главными вопросами романов были «кто?» и, иногда, и очень часто, «как?». У авторов той эпохи было пристрастие вводить в свои романы классические английские особняки и ограниченный круг подозреваемых (часто представители высших слоев общества).

#### 10 заповедей детективного романа
В 1929 году Рональд Нокс составил так называемые «10 заповедей детективного романа»:
1. Преступник должен быть кто-то, из упомянутых в начале романа, но им не должен оказаться человек, за ходом чьих мыслей читателю было дозволено следить.
2. Детектив, как рациональный литературный жанр, не может иметь сверхъестественную или потустороннюю  подоплеку.
3. Неприемлемо использование более одного потайного хода.
4. В детективном романе не могут быть неизвестные науке яды и хитроумные устройства, требующие долгого объяснения.
5. В произведении не должен фигурировать кореец.
6. Ни безосновательная, но верная интуиция, ни счастливый случай не могут помогать сыщику в расследовании преступления.
7. Преступником не может оказаться детектив.
8. Детектив не может ничего утаивать от читателя, дабы поддерживать дух честной игры.
9. Глуповатый друг детектива, Уотсон или Гастингс в том или ином облике, не должен скрывать ни одного из соображений, приходящих ему в голову; по своим умственным способностям он должен немного уступать – но только совсем чуть-чуть – среднему читателю.
10. Неразличимые братья-близнецы и вообще двойники не могут появляться в романе, если читатель должным образом не подготовлен к этому.

#### 20 правил для пишущих детективы
В ответ на «Заповеди» Нокса, американец Уиллард Райд, более известный под псевдонимом С. С. Ван Дайн, составил «20 правил для пишущих детективы» (1929):
1. Надо обеспечить читателю равные с сыщиком возможности распутывания тайн, для чего ясно и точно сообщить обо всех изобличительных следах.
2. В отношении читателя позволительны лишь такие трюки и обман, которые может применить преступник по отношению к сыщику.
3. Любовь запрещена. История должна быть игрой в пятнашки не между влюбленными, а между детективом и преступником.
4. Ни детектив, ни другое профессионально занимающееся следствием лицо не может быть преступником.
5. К разоблачению должны вести логические выводы. Непозволительны случайные или необоснованные признания.
6. В детективе не может отсутствовать сыщик, который методично разыскивает изобличающие улики, в результате чего приходит к решению загадки.
7. Обязательное преступление в детективе — убийство.
8. В решении заданной тайны надо исключать все сверхъестественные силы и обстоятельства.
9. В истории может действовать лишь один детектив — читатель не может соревноваться сразу с тремя-четырьмя членами эстафетной команды.
10. Преступник должен быть одним из более или менее значительных действующих лиц, хорошо известных читателю.
11. Непозволительно дешевое решение, при котором преступником является один из слуг.
12. Хотя у преступника может быть соучастник, в основном история должна рассказать о поимке одного человека.
13. Тайным или уголовным сообществам нет места в детективе.
14. Метод совершения убийства и методика расследования должны быть разумными и обоснованными с научной точки зрения.
15. Для сообразительного читателя разгадка должна быть очевидной.
16. В детективе нет места литературщине, описаниям кропотливо разработанных характеров, расцвечиванию обстановки средствами художественной литературы.
17. Преступник ни в коем случае не может быть профессиональным злодеем.
18. Запрещено объяснять тайну несчастным случаем или самоубийством.
19. Мотив преступления всегда частного характера, он не может быть шпионской акцией, приправленной какими-либо международными интригами, мотивами тайных служб.
20. Автору детективов следует избегать всяческих шаблонных решений, идей.

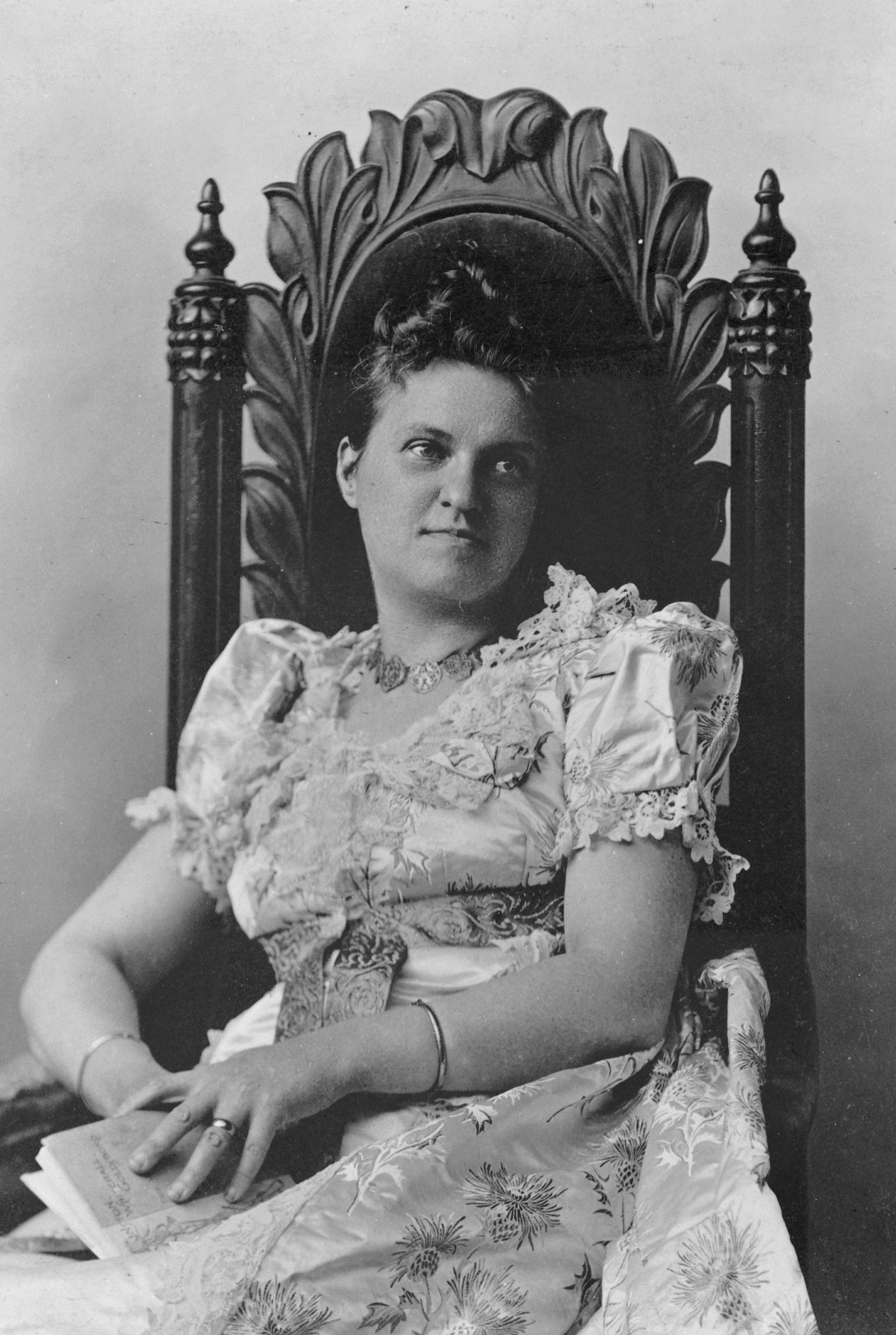
Анна Кэтрин Грин, писательница, одна из основателей детективного жанра как такового

## Закат и возрождение эпохи Золотого века детектива
После окончания Второй мировой войны стилистика Золотого века детективного жанра безвозвратно устарела, книги, написанные в традициях эпохи не пользовались успехом. Статья Филиппа Ван Дорена Стерна «The Case of the Corpse in the Blind Alley» (1941) часто называется некрологом эпохи. Нападки на произведения в стиле той эпохи совершали и Рэймонд Чандлер («Простое искусство убивать», 1950), влиятельный литературный критик Джулиан Симонс, Эдмунд Уилсон («Who Cares Who Killed Roger Ackroyd?») и так далее. Читающую публику стали привлекать произведения, написанные в жанре «крутого детектива», с многогранными персонажами, перестрелками, погонями и самым минимумом умственной работы. Многие писатели — большинство из них были англичанами — продолжали быть верными традициям, и писать в стиле уже ушедшей эпохи. Некоторые, как, к примеру, Агата Кристи, не изменяли ничего, а некоторые, как, к примеру, Джон Диксон Карр, старались, придерживаясь условия Золотого века, писать для современного читателя по его потребностям.
Однако к концу XX века и началу XXI вновь проснулся — пусть и сдержанный — интерес к Золотому веку. Издательства стали переиздавать забытые детективные романы забытых авторов, современные писатели стали писать свои произведения по правилам Нокса и Ван Дайна, стали сниматься экранизации детективов Золотого века и сериалы, подражающие эпохе (как «Она написала убийство»).